# 鵠沼プールガーデン
鵠沼プールガーデン（くげぬまプールガーデン）は、かつて神奈川県藤沢市鵠沼海岸四丁目4番1号にあった小田急電鉄経営のプール施設。通称くげプー。

## 歴史
湘南地域の学童の体力向上と水難事故防止を目的に、1936年（昭和11年）に神奈川県立鵠沼プールが開業。その後1938年（昭和13年）に藤沢町に経営移管され藤沢町営鵠沼プールとなり、1940年（昭和15年）10月1日に藤沢町が市制を施行し、藤沢市営鵠沼プールとなった。 1961年（昭和36年）4月1日には鵠沼海浜公園の一部となった。
1958年（昭和33年）の台風で大きな被害を受け、厳しい財政事情により復旧に苦慮していたが、小田急電鉄の協力を得て、同社運営プールとして、1961年7月21日に鵠沼プールガーデンがオープンする。
プールに付属する施設は時代によって変化し、初代は帆船、次は親子亀、最終段階では海賊船「スカイポンド・ジャーニー（通称スカポン）」だった。
しかし、辻堂海浜公園や公立プールなどが整備されたことに加え、レジャーの変化などから入場者数は減り、施設老朽化も進んだことから、2000年（平成12年）9月3日に営業を終えた。閉鎖後は藤沢市に土地の使用権が戻り、2001年（平成13年）7月20日から、鵠沼海浜公園スケートパークとして暫定利用している。なお、最寄りの江ノ電バスのバス停名は現在も「鵠沼プールガーデン」である。

## 営業時間
- 9:00 - 17:00（夏季のみの営業）

## 料金
- 大人1,800円、子供900円（廃業時点の料金）